# Honoré Debusschere
Honoré Debusschere (Roeselare, 22 juni 1883 - na 1950) was een Belgisch ondernemer en collaborateur tijdens de Tweede Wereldoorlog.

## Levensloop
Debusschere was verwant met Cyriel Verschaeve. In 1912 vestigde hij zich in Tielt en tijdens de Eerste Wereldoorlog verbleef hij in Engeland. In 1919 teruggekeerd in Tielt, stichtte hij een aannemersbedrijf dat welvarend werd en tot tweehonderd werknemers telde.
Hij werd actief in de Frontbeweging, als geldschieter voor Ons Vaderland, het weekblad van de Frontpartij, en vervolgens van de opvolger Vlaanderen, orgaan van het Verbond van Vlaamsche nationalisten. Vanaf 1925 financierde hij De Westvlaming, het blad van de West-Vlaamse Frontpartij.
Hij werd een aanhanger van Joris van Severen en sloot aan bij het Verdinaso. Hij werd een van de belangrijkste geldschieters.
Toen brak de Tweede Wereldoorlog uit. Met zijn aannemersbedrijf voerde Debusschere talrijke werken uit voor het Duitse leger en behaalde een omzet die het veelvoud was van voor de oorlog. Politiek koos hij aanvankelijk voor de groep Emiel Thiers, die niet in de collaboratie stapte, maar zich bezighield met het eren van de gedachtenis van de vermoorde Joris van Severen.
Hij stapte toch nog laattijdig in de collaboratie door zijn toetreden in 1944 tot de Duitsch-Vlaamsche Arbeidsgemeenschap. Hij werd hierin aangemoedigd doordat zijn zoon Herman als soldaat bij de Waffen-SS naar het Oostfront was getrokken en zijn andere kinderen waren toegetreden tot Nieuwe Ordegezinde organisaties.
In 1944 vluchtte hij naar Duitsland. Toen hij het in 1947 waagde naar Nederland te komen, werd hij in Roermond gearresteerd en aan België uitgeleverd. In 1948 werd hij veroordeeld tot acht jaar gevangenisstraf. Na zijn vrijlating verdween hij zonder spoor na te laten.